# Uherské Hradiště
Uherské Hradiště (checo, alemán: Ungarisch Hradisch) es una ciudad de la República Checa situada a 80 km de Brno en la Región de Zlín.

## Ciudades hermanadas
1. Bridgwater ( Reino Unido)
2. Mayen ( Alemania)
3. Skalica ( Eslovaquia)
4. Trenčín ( Eslovaquia)